# Casa Editrice Nerbini
La Casa Editrice Nerbini fu fondata a Firenze da Giuseppe Nerbini nel 1897. Negli anni trenta del Novecento pubblicò in Italia importanti e famose testate a fumetti nel caratteristico formato a giornale come Topolino e L'Avventuroso, pubblicazioni che introdussero in Italia i fumetti d’avventura statunitensi arrivando a vendere centinaia di migliaia di copie settimanali e, insieme a Jumbo della SAEV di Lotario Vecchi, furono le prime a presentare le strisce a fumetti complete delle nuvolette, come negli originali statunitensi, che fino ad allora venivano sostituite da didascalie in calce alle vignette.

## Storia
Giuseppe Nerbini (1867-1934) iniziò come edicolante negli anni ottanta dell'Ottocento. Il primo opuscolo stampato da Nerbini risale al 1897 ed era intitolato "La redenzione della donna nel socialismo". Successivamente pubblicò romanzi storici, quali i Reali di Francia, i Vespri siciliani, Ettore Fieramosca, Giovanni delle Bande Nere. «Uno degli obiettivi prioritari di Nerbini, [...] fu" [...] [quello di] "diffondere fra le masse i miti e gli eroi che animarono le dispense a basso prezzo, [...] strumento [...] di educazione popolare». Nerbini è uno degli editori chiave circa il primo rapporto tra cinema e fumetto in Italia.
Negli anni precedenti all'avvento del regime fascista in Italia e nel primo periodo di esso, l'editore pubblicò soprattutto dispense che venivano poi raccolte in volume. In queste pubblicazioni non c'era però l'influenza del fascismo e tanto meno della monarchia, perché Nerbini era animato da spirito repubblicano.
Nel 1932 pubblicò il primo numero di Topolino, giornale illustrato, oltre a Giuseppe Nerbini, per sfruttare il successo del nuovo personaggio di Disney al quale nel 1932 venne assegnato uno speciale Oscar per la creazione di Topolino, decise di dedicargli una testata che esordì il 31 dicembre 1932, anticipando di un mese l'analoga prima pubblicazione statunitense, Mickey Mouse Magazine. La testata aveva un formato simile a quello del Corriere dei Piccoli. Nerbini si assicurò quindi i diritti di pubblicazione delle strisce giornaliere e delle tavole domenicali realizzate in America da Floyd Gottfredson e ottenne anche l'autorizzazione a pubblicarne altre realizzate in Italia. Nel luglio del 1935 Nerbini fu costretto a cedere la rivista e i diritti alla Mondadori. Secondo alcune ipotesi sia Nerbini che Mondadori si rivolsero al governo fascista, uno per difendersi dall'attacco di Mondadori, l'altro per sottrarre a Nerbini il giornale; l'arbitrato fascista avrebbe poi costretto Nerbini a cedere la testata a Mondadori, in cambio Mondadori avrebbe pagato una cifra molto alta a Nerbini come buonuscita. Nerbini continuò a pubblicare testate a fumetti come il Giornale di Cino e Franco.
In un formato ancora più grande della testata dedicata a Topolino, Nerbini pubblica L'Avventuroso edita dal 14 ottobre 1934 fino al 28 febbraio 1943 per 439 numeri per poi essere ceduto, a seguito di difficoltà economiche, anche questo alla Mondadori, allora nota come API (Azienda Periodici Italiani), che ne continuò per poco la pubblicazione; questa testata pubblicò per la prima volta in Italia importanti personaggi del fumetto statunitense dell'epoca, come Flash Gordon e Mandrake.
Tra il 1933 e il 1944 venne anche pubblicata una serie di albi che diverrà poi nota come la serie “Anteguerra” della Nerbini, comprendente 341 titoli alcuni entrati nella storia del fumetto italiano come l'albo Topolino contro Wolp. Oltre a materiale di produzione americana come Mickey Mouse, Tim Tyler's Luck, Radio Patrol, Agente segreto X-9 o Mandrake, pubblicò anche serie italiane come Pisellino o Pinocchio.